# SVメッペン
スポルトフェアアイン・メッペン 1912 e.V.（ドイツ語: Sportverein Meppen 1912 e.V.）は、ドイツ・ニーダーザクセン州メッペンを本拠地とするサッカークラブ。以下では男子サッカーについて述べる。女子サッカーについてはSVメッペン (女子)を参照のこと。

## 歴史

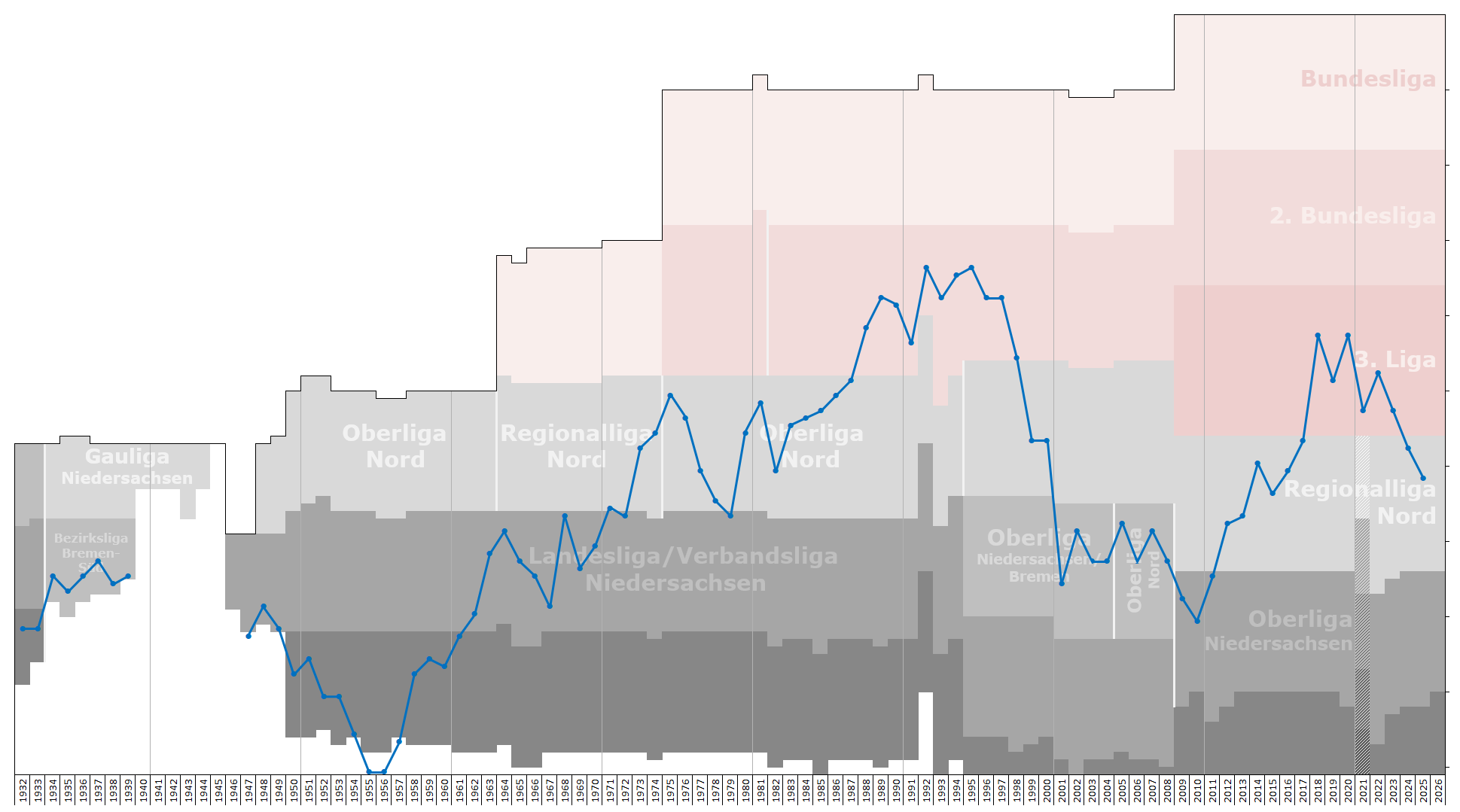
クラブの所属リーグ史

1912年11月29日にアミシア・メッペン（Amisia Meppen）として設立された。1920年2月8日にマンナー＝トゥルンフェアアイン・メッペンと合併しTuSメッペンに改名、翌年にサッカー部門が独立して現行の名称となった。
1961年にオーバーリーガ・ニーダーザクセンを制覇し初タイトルを獲得した。1972年に2部初参戦となった。1987年にツヴァイテリーガに初参戦し、クラブ史上初の全国リーグ参戦となった。その後2部の中位に定着、1997年のDFBポカールではアイントラハト・フランクフルトを6-1で破る快挙を見せた。しかし翌年に降格すると5部にまで転がり落ち、財政上の問題にも苦しむこととなった。
2017年に3.リーガに昇格し全国リーグ復帰となったが、2023年に降格した。

## 本拠地
メッペン北部にあるハンシュ＝アレーナが本拠地である。収容人数は1万3696人である。

## タイトル
- オーバーリーガ・ニーダーザクセン: 1968
- オーバーリーガ・ノルト: 1987
- レギオナルリーガ・ノルト: 2017
- ニーダーザクセンリーガ: 2011
- ニーダーザクセンポカール: 1999, 2021